# Група вікових дерев береки
Група вікових дерев береки — ботанічна пам'ятка природи місцевого значення в Україні, розташована в Києві, у Печерському районі.  

## Опис
Пам'ятка являє собою групу дерев горобини береки, найстаріші екземпляри яких мають вік близько 150 років. Дерева досягають висоти близько 25 метрів, а обхват їхніх стовбурів становить близько 2 метрів.  

## Охоронний статус
Пам'ятка отримала статус ботанічної пам'ятки природи місцевого значення відповідно до рішення Київради від 2 грудня 1999 року № 147/649.  

## Галерея

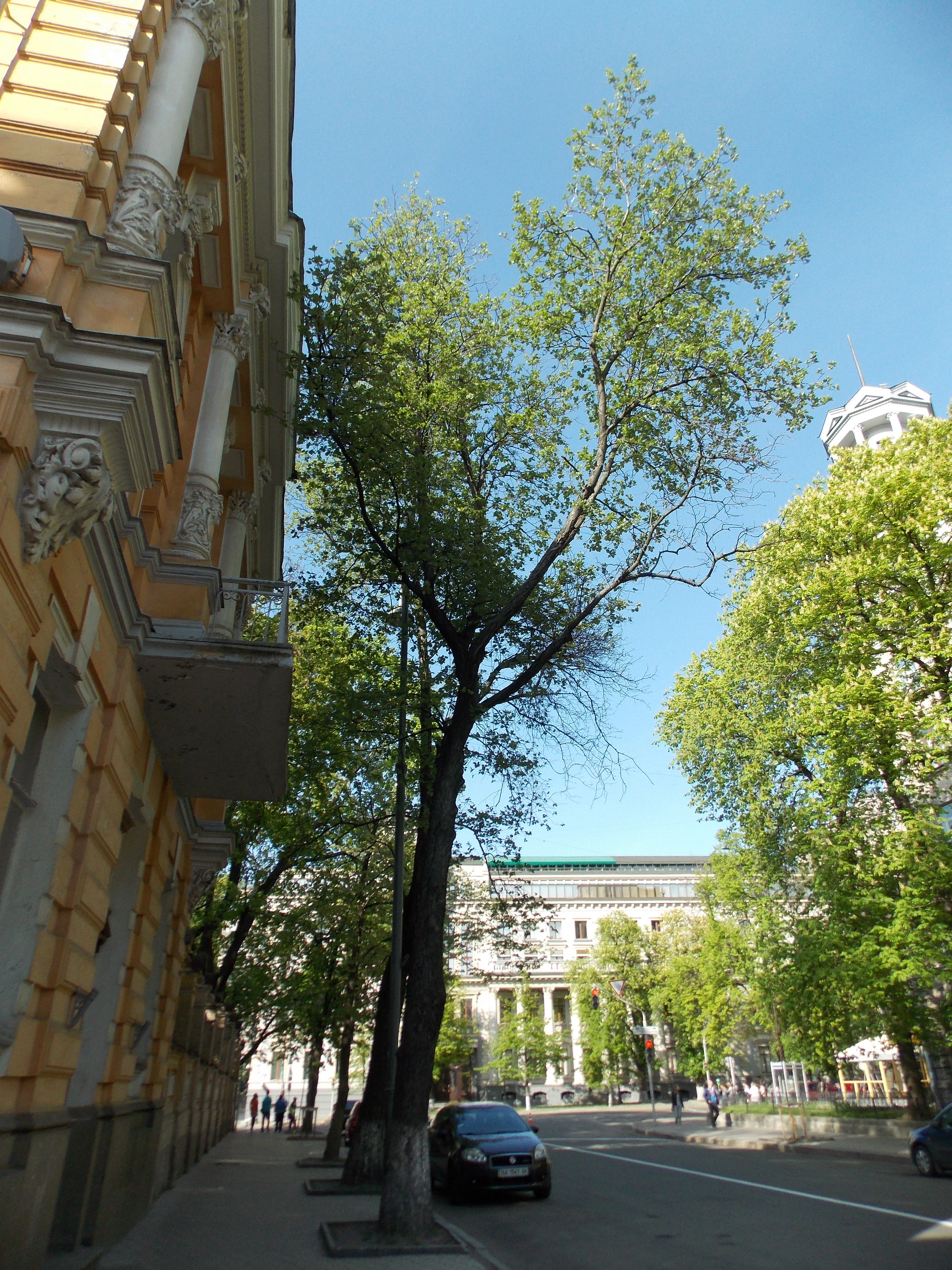
Вікові дерева береки на вул. Банковій